# آلفولد
آلفولد (به انگلیسی: Alfold) یک روستا و محله مدنی در بریتانیا است که در ساری واقع شده‌است. آلفولد ۱۵٫۱ کیلومتر مربع مساحت و ۱٬۰۵۹ نفر جمعیت دارد.